# Giovanni Domenico Freschi
 (avril 2023).
Pour les articles homonymes, voir Freschi.
Giovanni Domenico Freschi (né le 26 mars 1634 à Bassano del Grappa, décédé le 2 juillet 1710 à Vicence) est un compositeur italien.

## Biographie
Quelques années après avoir été ordonné prêtre, le 14 décembre 1656, Giovanni Domenico Freschi est nommé maître de chapelle à la cathédrale de Vicence, poste qu'il occupe jusqu'à la fin de sa vie. Entre 1657 et 1696, il est responsable de la musique jouée dans les principales églises de Vicence lors des festivités. Il est également actif en tant que compositeur d'opéra dans les théâtres vénitiens et dans le théâtre privé de Marco Contarini à Piazzola sul Brenta. Freschi a pour élève Giovanni Antonio Ricieri, le professeur de Giovanni Battista Martini.
Il est également l'auteur de deux livres de messe.

## Œuvres
Seize œuvres de Freschi sont connues ; l'année et la ville se réfèrent à la première représentation.
- Iphide grecque (dramma per musica, livret de Nicolò Minato, 1671, Venise), représenté au Teatro ai Saloni, (acte II de Freschi – autres actes de Giovanni Domenico Partenio et Antonio Sartorio)
- Helena rapita da Paride (dramma per musica, livret de Aurelio Aureli, 1677, Venise ; pour l'inauguration du Teatro Sant'Angelo), durant le carnaval 1677, repris à Modène en 1681 sous le titre Il ratto di Elena. L'œuvre est reprise également à Amsterdam et Hanovre en 1681. Le manuscrit est conservé à la Biblioteca Marciana de Venise dans la Collection Contarini.
- Tullia superba (dramma per musica, livret d'Antonio Medolago, 1678, Venise), représenté au teatro Sant'Angelo
- La Circe (drame pour musique, livret de Cristoforo Ivanovich, 1679, Venise), représenté au teatro Sant'Angelo, le 23 janvier 1679
- Sardanapalo (drame musical, livret de Carlo Maderni, 1679, Venise), représenté au teatro Sant'Angelo
- Berenice vendicata (drame pour musique, livret de Giorgio Maria Rapparini, 1680, Piazzola sul Brenta), dans le théâtre privé du procurateur vénitien Marco Contarini, la mise en scène faisait intervenir des choristes en centaines, des chevaux, des éléphants. L'œuvre est reprise en Allemagne sous le titre Die rachsüchtige Berenice.
- Il cittadino amante della patria ovvero Il Tello (opérette, livret de Giorgio Maria Rapparini, 1680, Piazzola sul Brenta)
- Pompeo Magno in Cilicia (drame pour musique, livret de Aurelio Aureli, 1681, Venise), représenté au teatro Sant'Angelo
- Olimpia vendicata (drame pour musique, livret de Aurelio Aureli, 1681, Venise), représenté au teatro Sant'Angelo
- Giulio Cesare trionfante (drame pour musique, livret de Luigi Orlandi, 1682, Venise), représenté au teatro Sant'Angelo
- Ermelinda (drame musical, livret de Francesco Maria Piccioli, 1682, Piazzola sul Brenta)
- Silla (drame pour musique, livret d'Andrea Rossini, 1683, Venise), représenté au teatro Sant'Angelo
- L'incoronazione di Dario (drame pour musique, livret d'Adriano Morselli, 1684, Venise), représenté au teatro Sant'Angelo
- Teseo tra le rivali (drame pour musique, livret de Aurelio Aureli, 1685, Venise), représenté au teatro Sant'Angelo
- Gl'amori d'Alidaura (drame pour musique, livret de Francesco Maria Piccioli, 1685, Piazzola sul Brenta)
- L'amante muto loquace (drame pour musique, livret de Nicolò Leonardi, 1684 (ou plus tard), Piazzola sul Brenta),